# Palaeoloxodon
A Palaeoloxodon az emlősök (Mammalia) osztályának ormányosok (Proboscidea) rendjébe, ezen belül az elefántfélék (Elephantidae) családjába tartozó fosszilis nem.

## Tudnivalók
A Palaeoloxodon nevű taxont 1924-ben, Hikoshichiro Matsumoto japán paleontológus alkotta meg, a Loxodonta ormányosnem alnemeként; a típusfajnak pedig a Palaeoloxodon namadicust tette. A későbbi kutatók, ezt a kihalt őselefántcsoportot kivették a Loxodonták közül és áthelyezték az Elephas nembe, de megint alnemként. 2016-ban, miután nukleinsavas DNS-vizsgálatokat végeztek az élő és kihalt elefántfélék között, a genetikusok rájöttek, hogy Matsumotonak volt igaza, a Palaeoloxodonták tényleg a Loxodontához és nem az Elephashoz állnak közelebb; sőt ez az állatcsoport közelebbi rokonságban áll az erdei elefánttal (Loxodonta cyclotis), mint az erdei elefánt az afrikai elefánttal (Loxodonta africana).
Ez a kihalt elefántféle-nem igen változatos méretű fajokat tartalmaz; egyrészt a Palaeoloxodon namadicus - amelyet egyesek a legnagyobb valaha élt szárazföldi emlősként tartanak számon -, másrészt a Földközi-tengerben levő szigetek törpenövésű ormányosainak egy része is idetartozik.
A Palaeoloxodon-fajok maradványait Angliától Japánig találták meg.

## Rendszerezés
A nembe az alábbi 10 faj tartozik:
- erdei őselefánt (Palaeoloxodon antiquus) (Falconer & Cautley, 1847) - középső-késő pleisztocén; Európa, Ázsia nyugati fele[5]
- Palaeoloxodon chaniensis Symeonidis et al., 2001 - pleisztocén; Kréta sziget[6]
- ciprusi törpe elefánt (Palaeoloxodon cypriotes) (Bate, 1904) - késő pleisztocén-holocén; Ciprus[7]
- Palaeoloxodon falconeri (Busk, 1867) - késő pleisztocén-holocén; Szicília, Málta[8]
- Palaeoloxodon melitensis Falconer, 1868 - pleisztocén-holocén; Málta
- Palaeoloxodon mnaidriensis (Adams, 1874) - késő pleisztocén; Szicília, Málta[9]
- Palaeoloxodon namadicus (Falconer & Cautley, 1846) - késő pleisztocén; Indiától Japánig; típusfaj[10]
- Palaeoloxodon naumanni (Makiyama, 1924) - késő pleisztocén; Japán[11]
- Palaeoloxodon recki (Dietrich, 1894) - középső pliocén-középső pleisztocén; Afrika[12][13]
- Palaeoloxodon tokunagai Matsumoto, 1924 - pleisztocén; Ázsia

## Fordítás
- Ez a szócikk részben vagy egészben  a   Palaeoloxodon című angol Wikipédia-szócikk ezen változatának fordításán alapul.  Az eredeti cikk szerkesztőit annak laptörténete sorolja fel. Ez a jelzés csupán a megfogalmazás eredetét és a szerzői jogokat jelzi, nem szolgál a cikkben szereplő információk forrásmegjelöléseként.